# Валим, Бернардо
Бернардо да Силва Роша Валим (порт.-браз. Bernardo da Silva Rocha Valim; род. 30 января 2006, Нитерой, Рио-де-Жанейро) — бразильский футболист, полузащитник клуба «Ботафого».

## Клубная карьера
Валим — воспитанник клуба «Ботафого». 

## Международная карьера
В 2023 году в составе юношеской сборной Бразилии Валим стал победителем юношеского чемпионата Южной Америки в Эквадоре. На турнире он сыграл в матчах против сборных Колумбии, Венесуэлы, Парагвая, Чили, Аргентины и дважды Эквадора. 

## Достижения
Сборная Бразилии
- Чемпион юношеского чемпионата Южной Америки (до 17 лет): 2023